# Johann Friedrich Glocker
Johann Friedrich Glocker (* 1718 in Tübingen; † 1780 ebenda) war ein württembergischer Maler. Er lebte überwiegend in Tübingen. Mehrere Jahre seines Lebens verbrachte er auch in Heidelberg.

## Leben
Johann Friedrich Glocker war der älteste Sohn des Malers Johann Glocker. Von ihm lernte er auch das Malerhandwerk. Er wuchs in Tübingen auf. Als Johann Glocker 1735 aus Mangel an Aufträgen aus Tübingen nach Heidelberg zog, nahm er seinen Sohn mit, der auch sein Lehrling war. Weiter mit dem Vater war er wohl 1741/42 bei den Herren von Sternenfels in Ochsenburg (Oberamt Brackenheim, heute Landkreis Heilbronn), worauf ein von ihm später (1745) gemaltes Epitaph für Ludwig Berthold von Sternenfels hindeutet. Nach mehreren Jahren Abwesenheit kehrte er wohl in seine Heimatstadt zurück, doch arbeitete er auch in der weiteren Umgebung. 1749 arbeitete er auch an der Ausstattung des Lusthaussaals in Stuttgart mit. 1754 malte er einen Zyklus von Gemälden an der Empore der Pfarrkirche in Wolfschlugen. Seit dem gleichen Jahr 1754 war er auch im Schloss Ludwigsburg tätig. Sein Leben ist praktisch noch unerforscht.

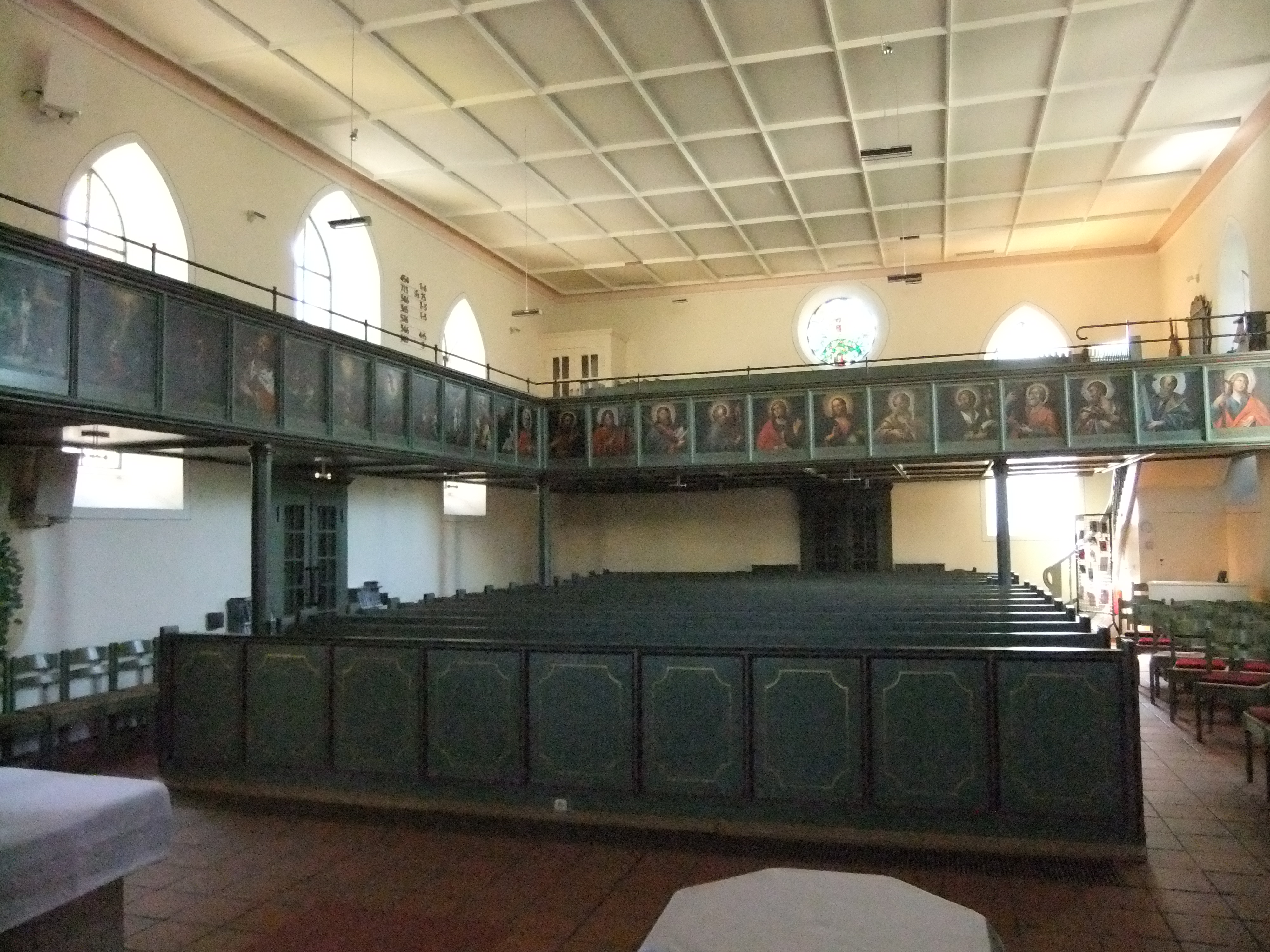
Kirche Wolfschlugen, Innenraum gegen Südwesten mit Empore, die mit den Bildern von Johann Friederich Glocker verziert ist.

Als das Hauptwerk Johann Friedrich Glockers gelten die Gemälde an der Außenseite der Emporenbrüstung der Pfarrkirche in Wolfschlugen. Unter den Gemälden gibt es einige seltene Motive: Darstellung der Himmelfahrt mit zwei Engeln, die auf Christi Wiederkunft verweisen, und Martin Luther mit der Gans.
Johann Friedrich Glocker hatte drei Söhne, die Maler wurden. Sie starben alle relativ jung:
- August Friedrich Glocker (1752–1792)
- Johann Glocker (1754–1783)
- Johann Carl Eberhard Glocker (1756–1785)

## Berühmtere Arbeiten
- 1745 Gemaltes Epitaph für Ludwig Berthold von Sternenfels und seine Gemahlin in der Kirche von Ochsenberg[2]
- 1754 Zyklus von 31 Gemälden an der Emporenbrüstung der (evangelischen) Pfarrkirche in Wolfschlugen (Öl auf Holz). Zwei Gemälde, die zentrale Themen des Christentums darstellen, befinden sich an einer sehr kleinen Empore in der nordöstlichen Ecke der Kirche, über der Kanzel. 29 weitere Gemälde (17 an der Südseite und 12 an der Westseite) sind mit folgendem Schriftzug verbunden: „Wer will uns | scheiden von der | Liebe Gottes? | Trübsal oder Angst | oder Verfolgung | oder Hunger | oder Blöße | Fährlichkeit | oder Schwert? | Ich bin gewiß | daß weder Tod | noch Leben | weder Engel | noch Fürstentümer | noch Gewalten | weder Gegen- | wärtiges noch | Zukünftiges | weder Hohes | noch Tiefes | noch keine andere | Kreatur kann | uns scheiden | von der Liebe | Gottes, die in | Christus Jesus ist, | unserm Herrn. | Römer 8 | Vers 35, 38, 39“. Die Bilder wurden 1987 gründlich restauriert. Alle Bilder im Einzelnen:[4]:

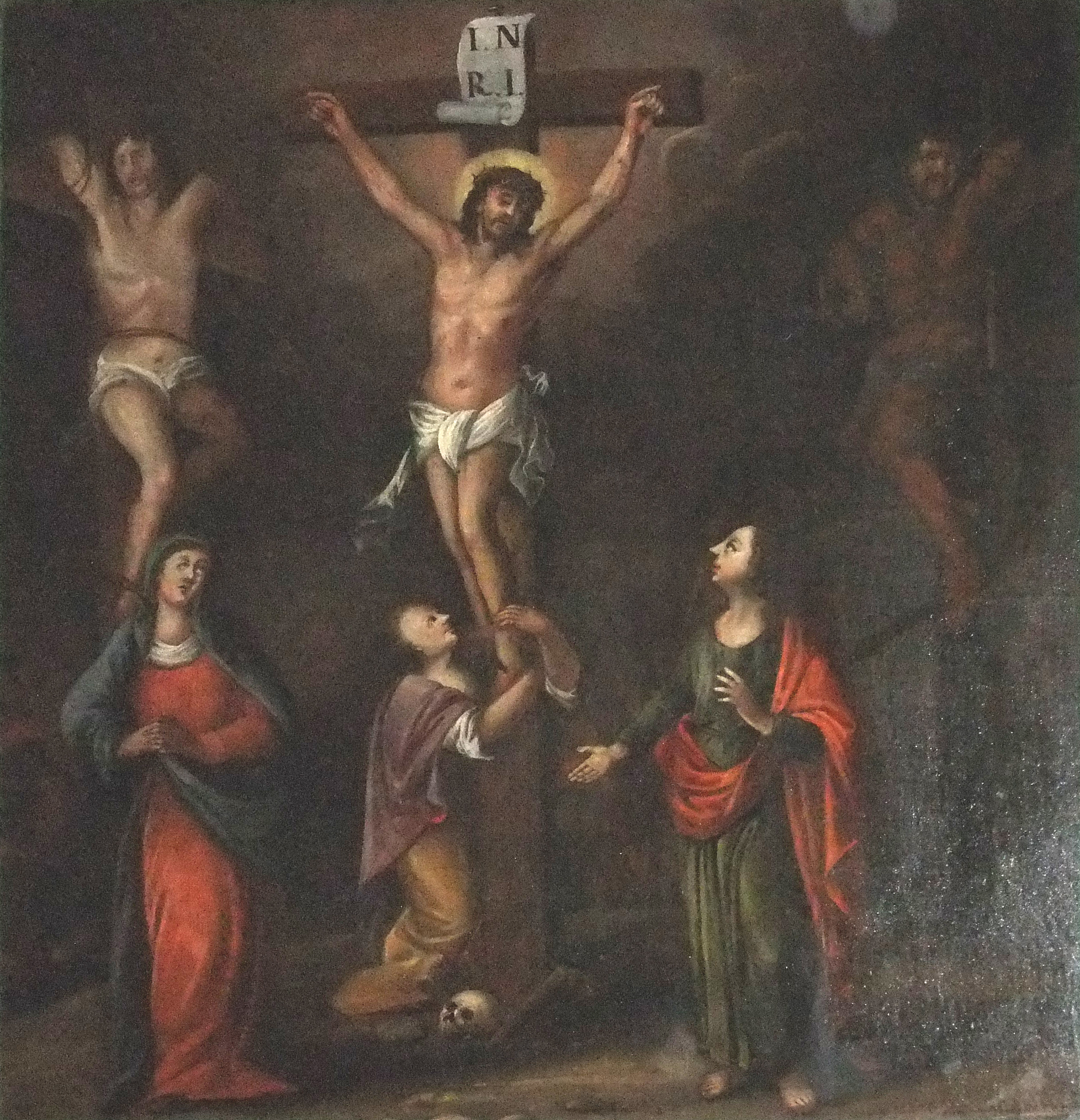
1 Kreuzigung Christi
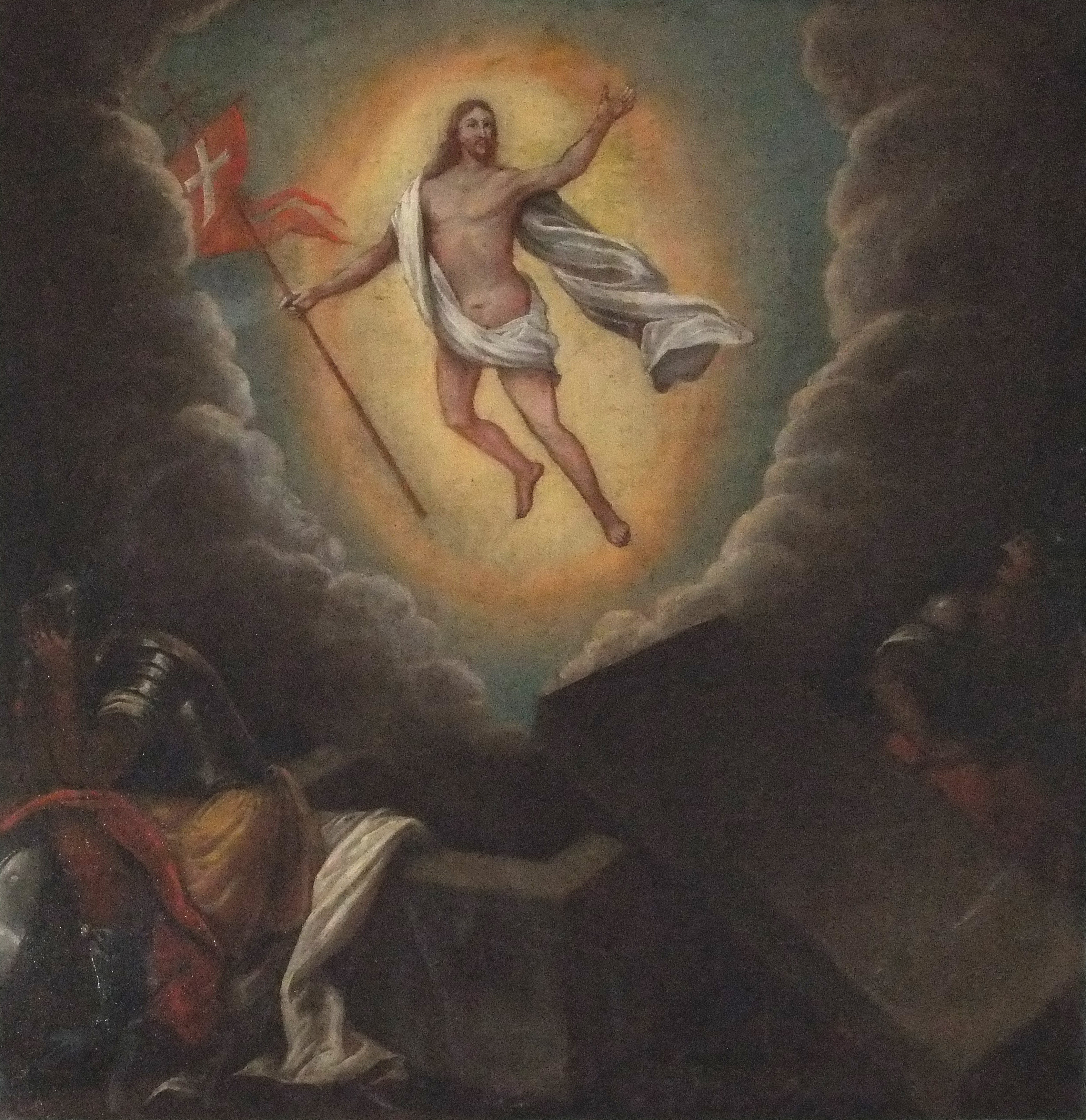
2 Auferstehung Christi
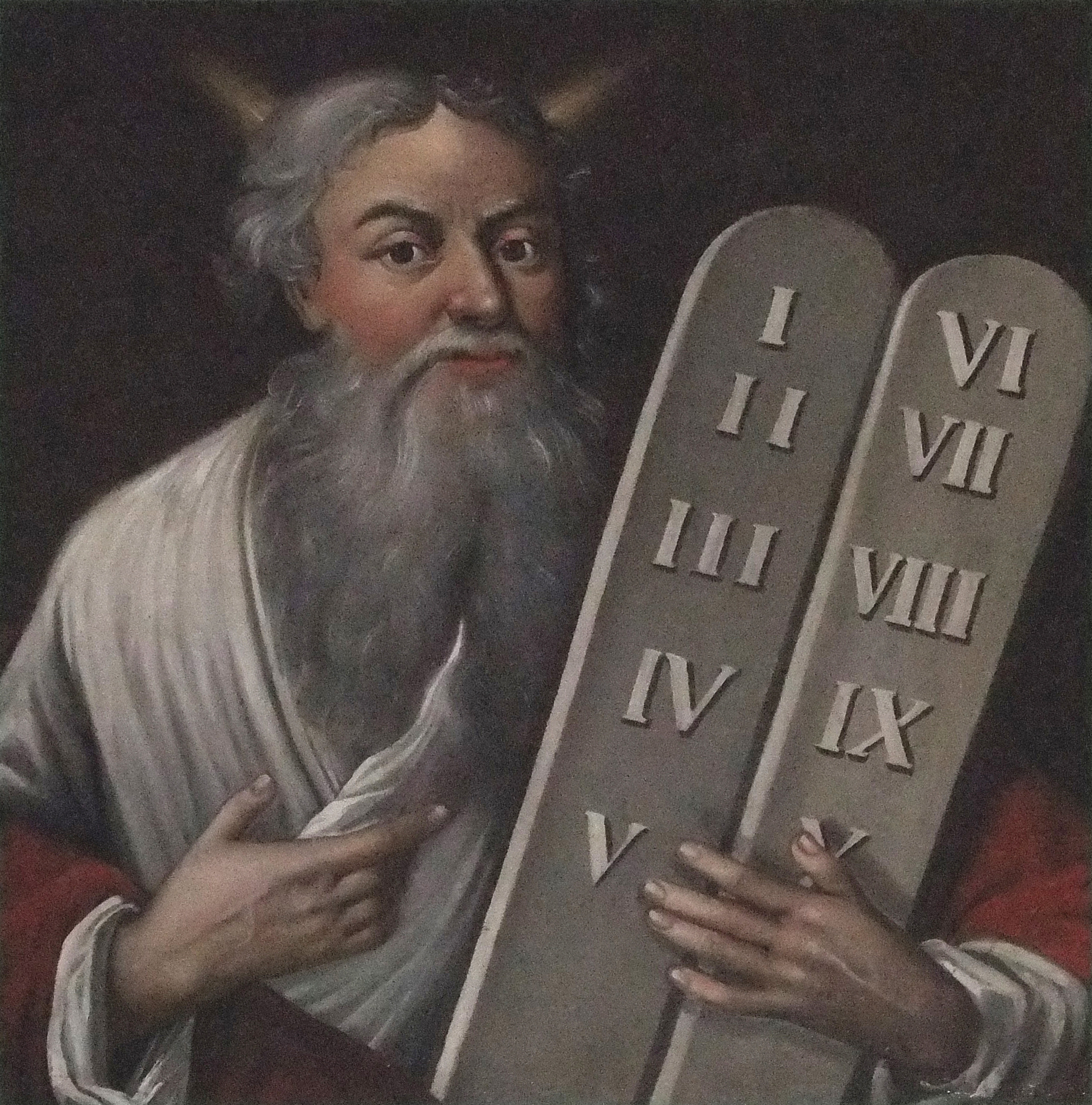
3 Moses
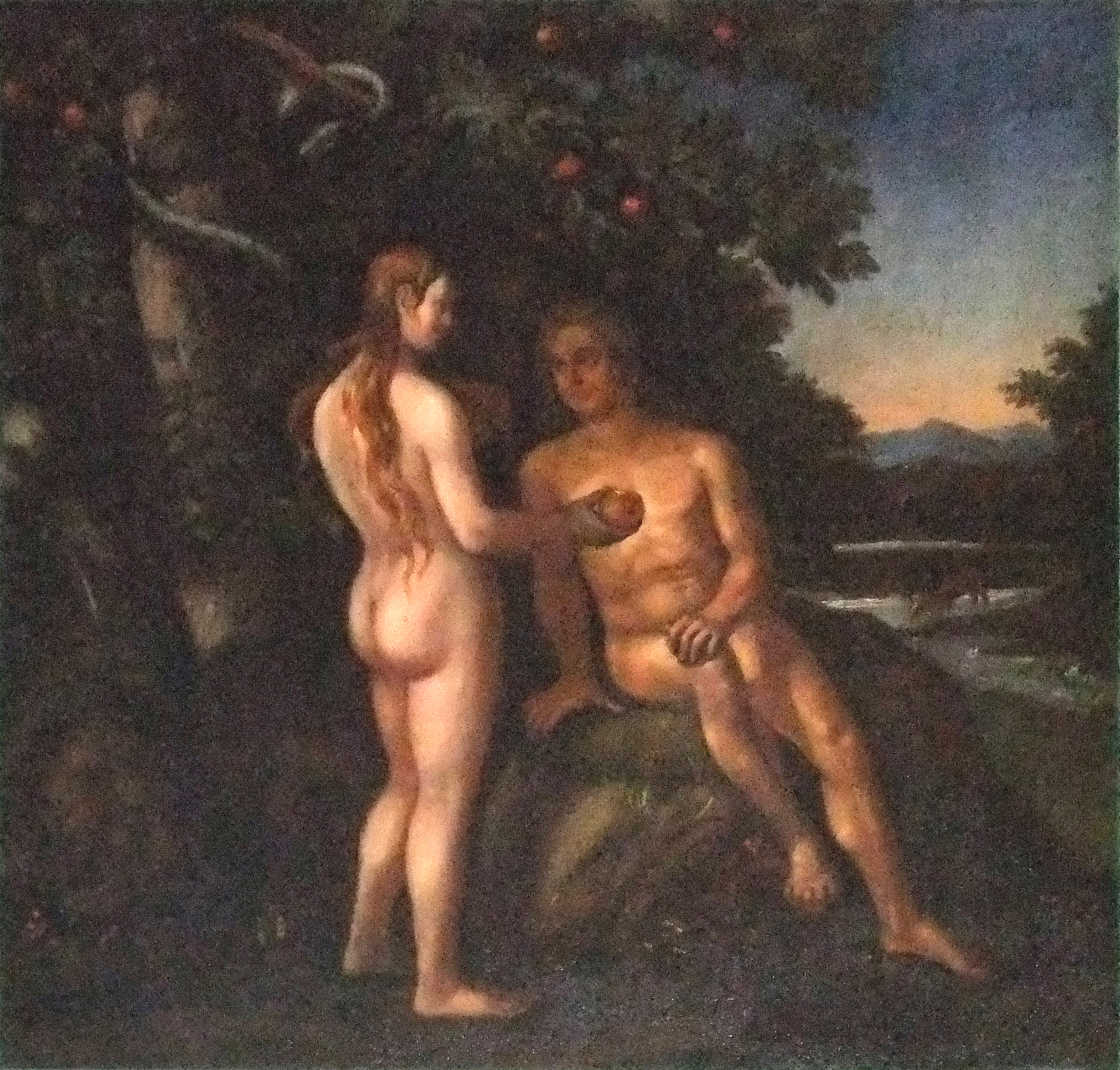
4 Der Sündenfall
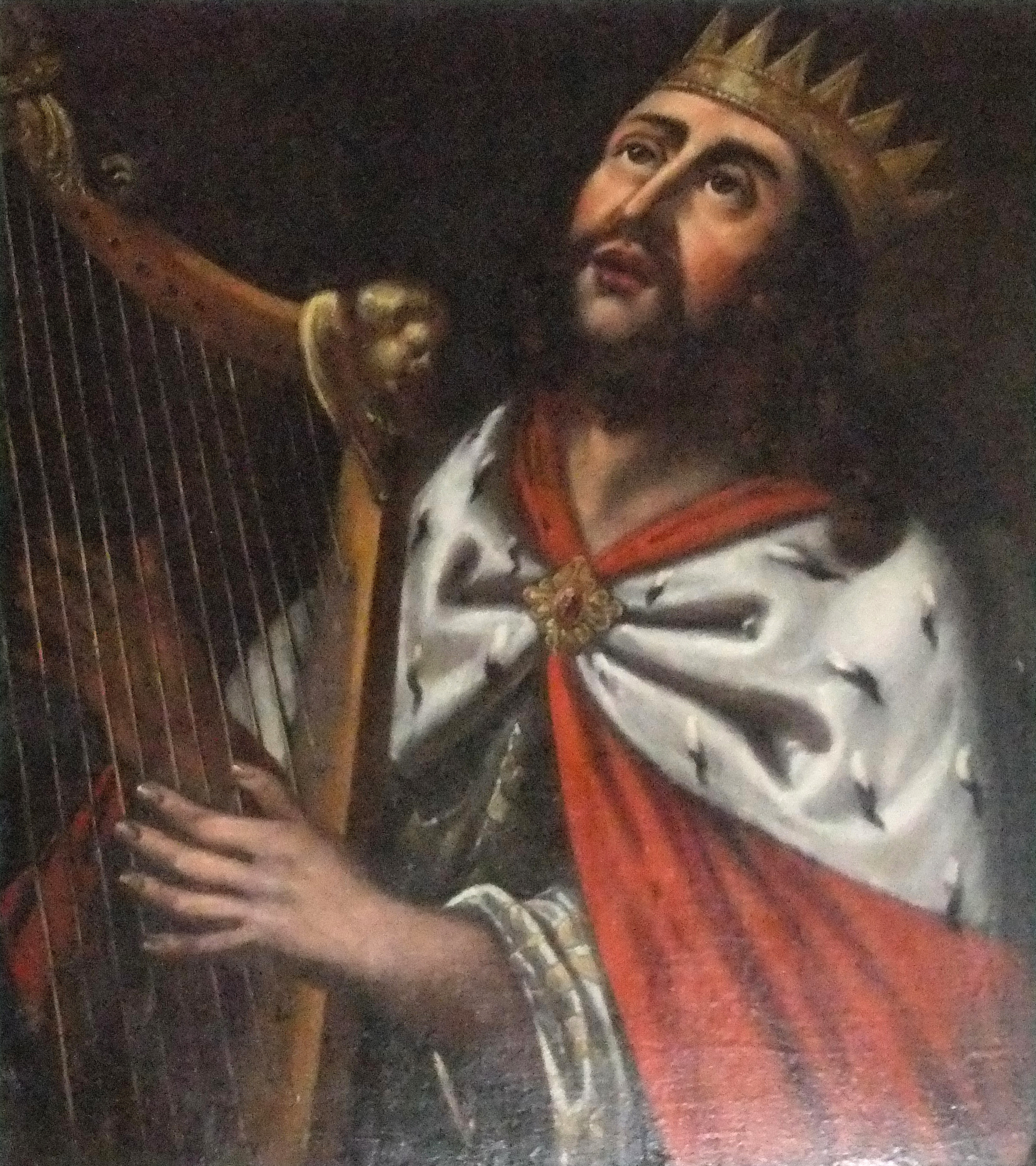
11 König David spielt Harfe
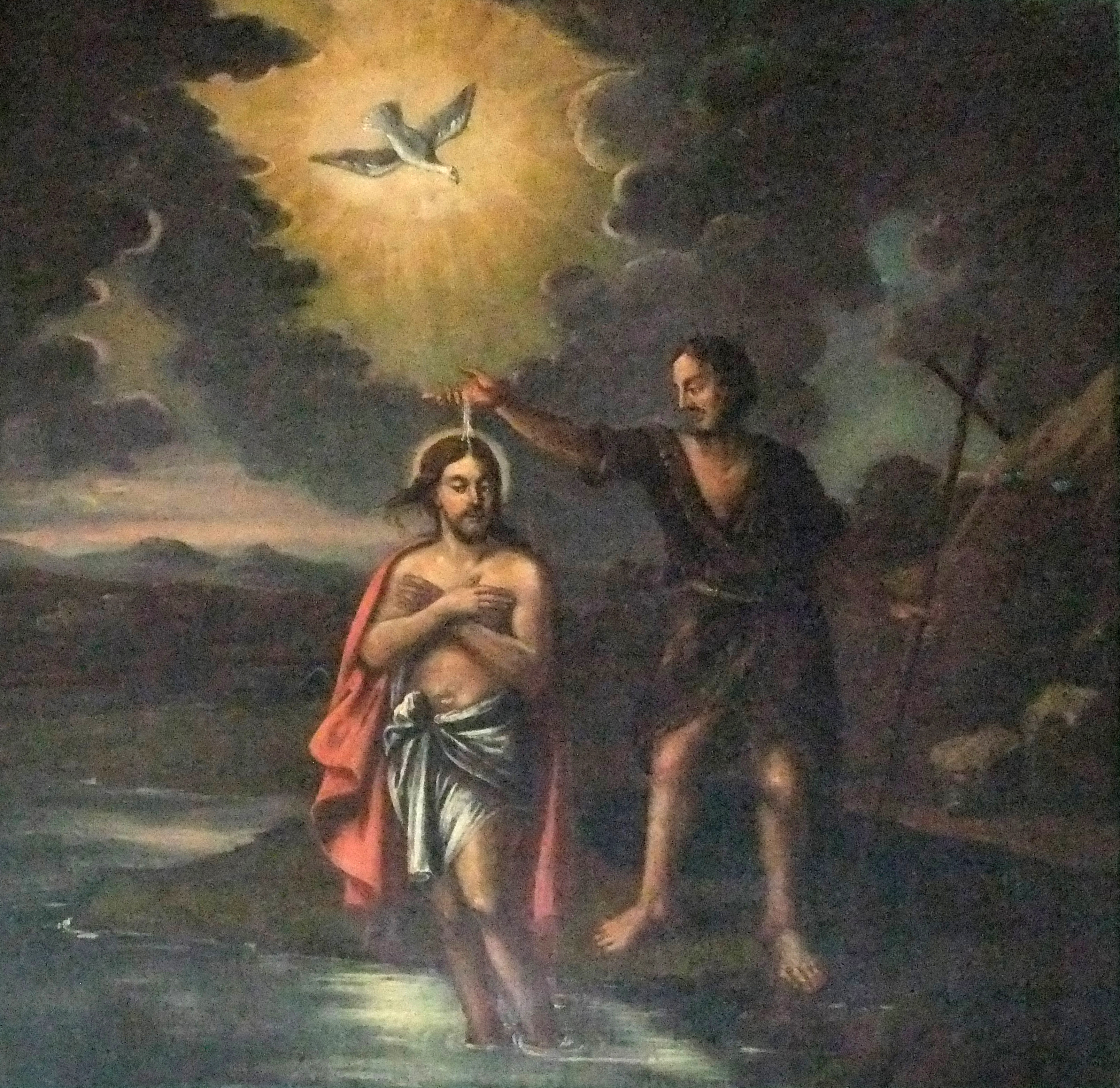
13 Taufe Jesu
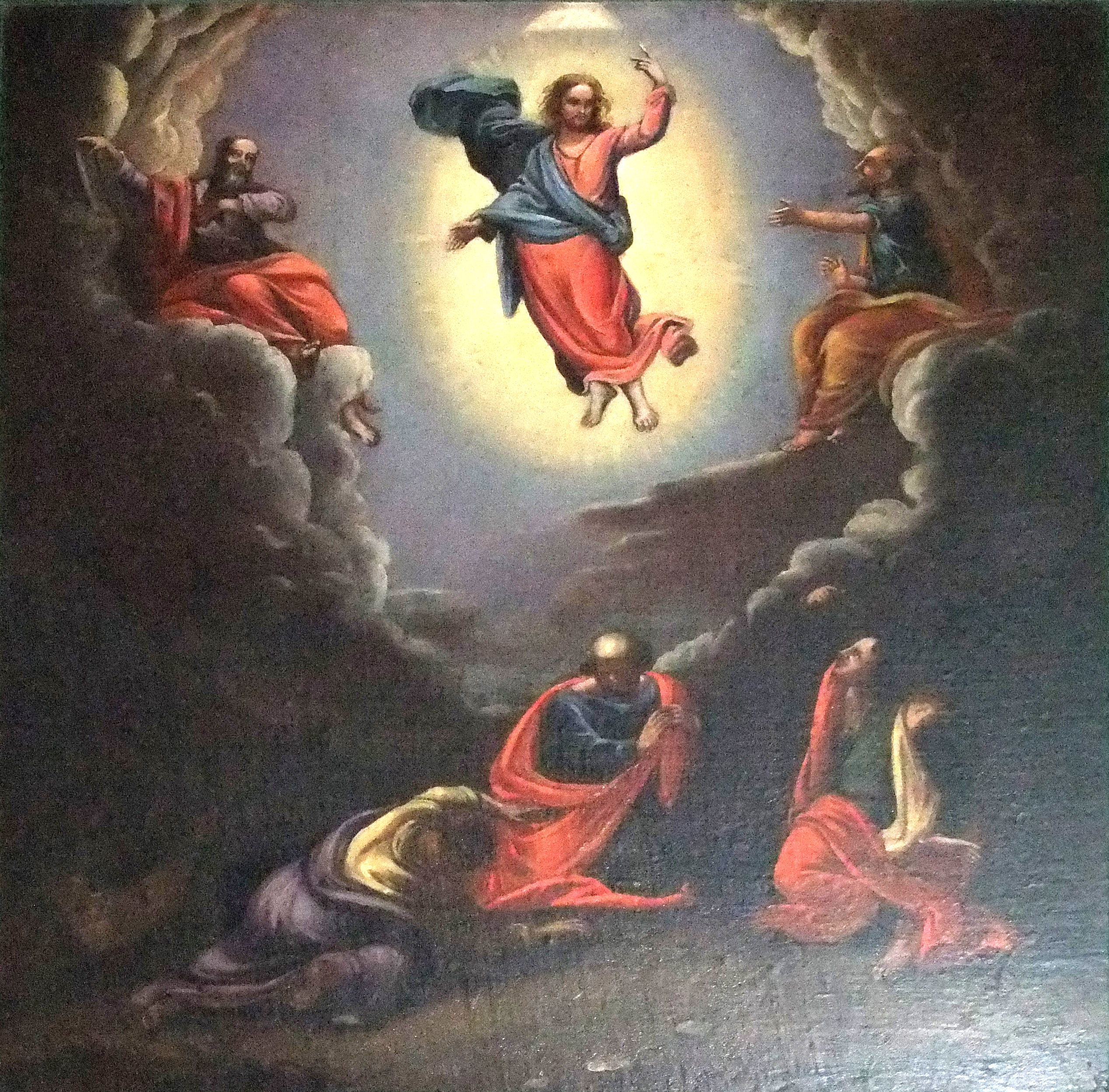
14 Verklärung Jesu
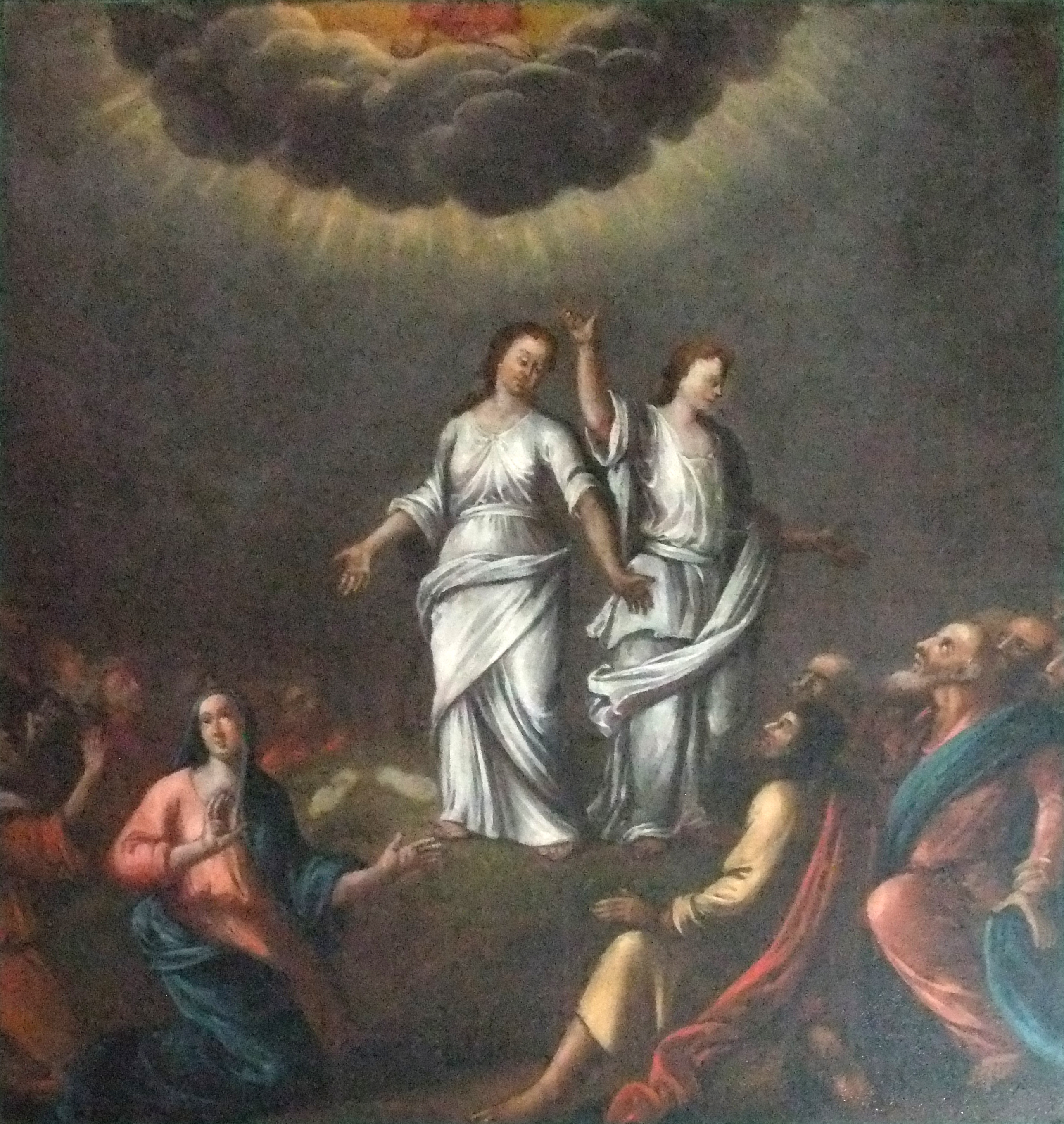
16 Christi Himmelfahrt
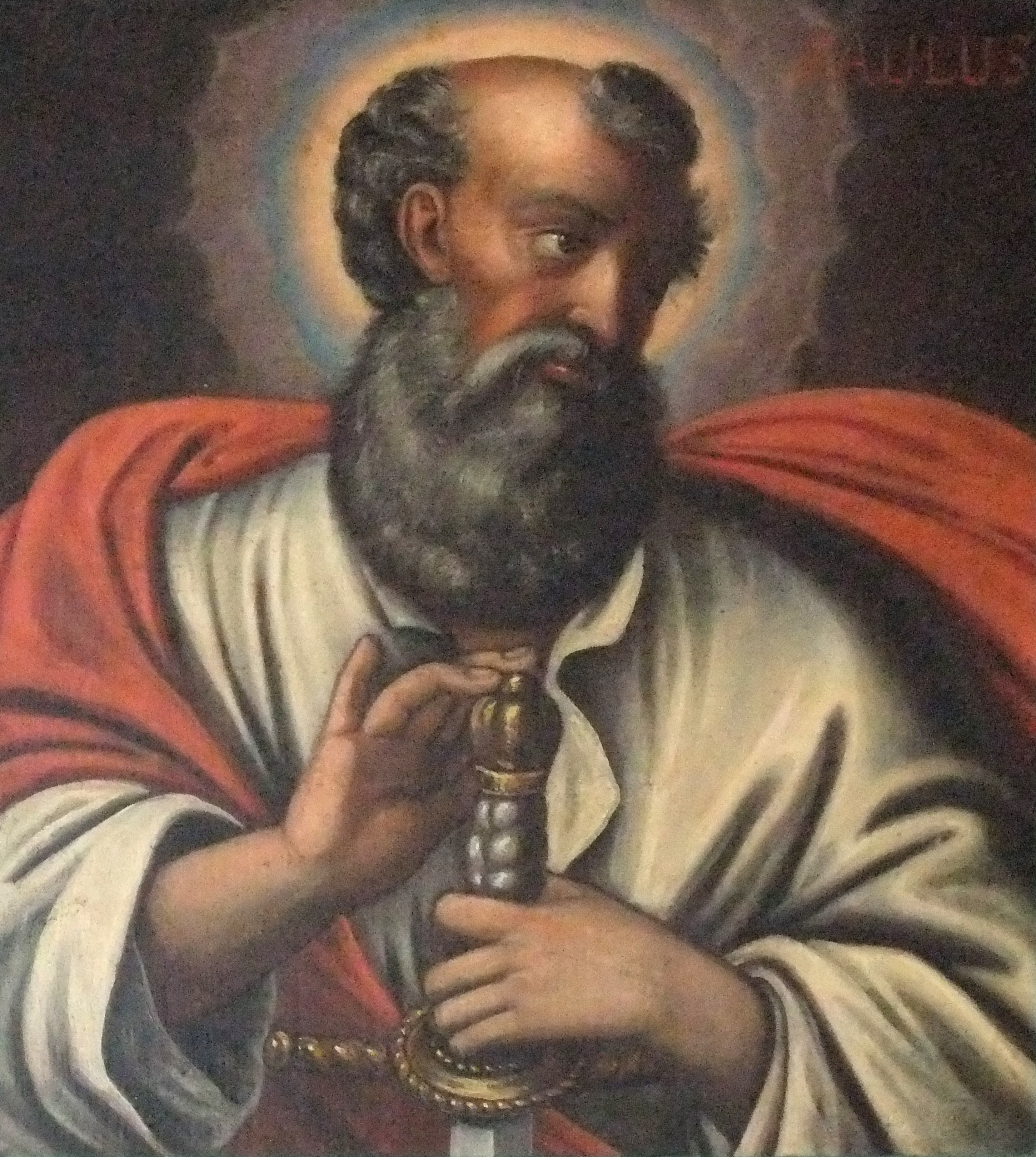
17 Paulus
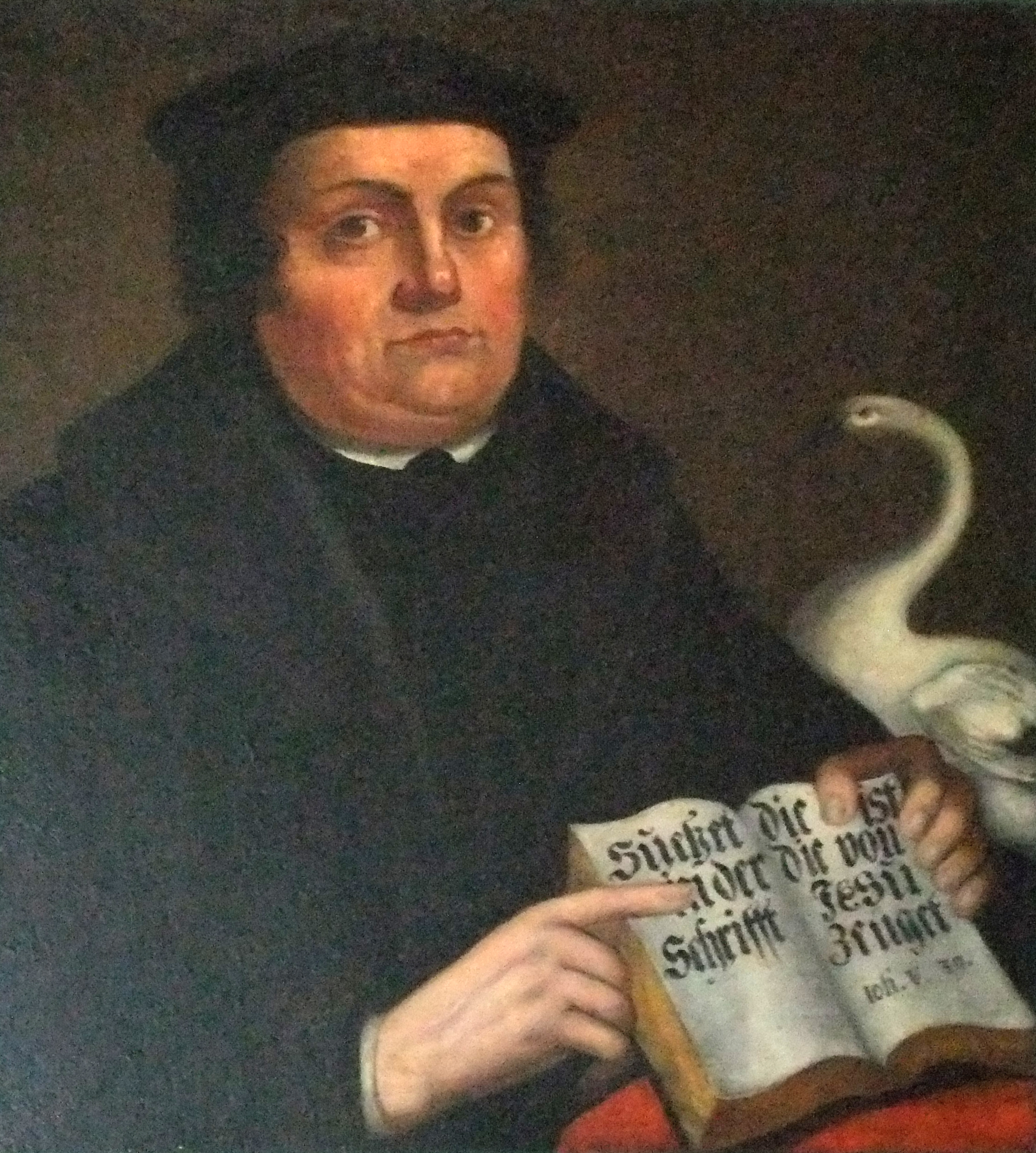
18 Martin Luther
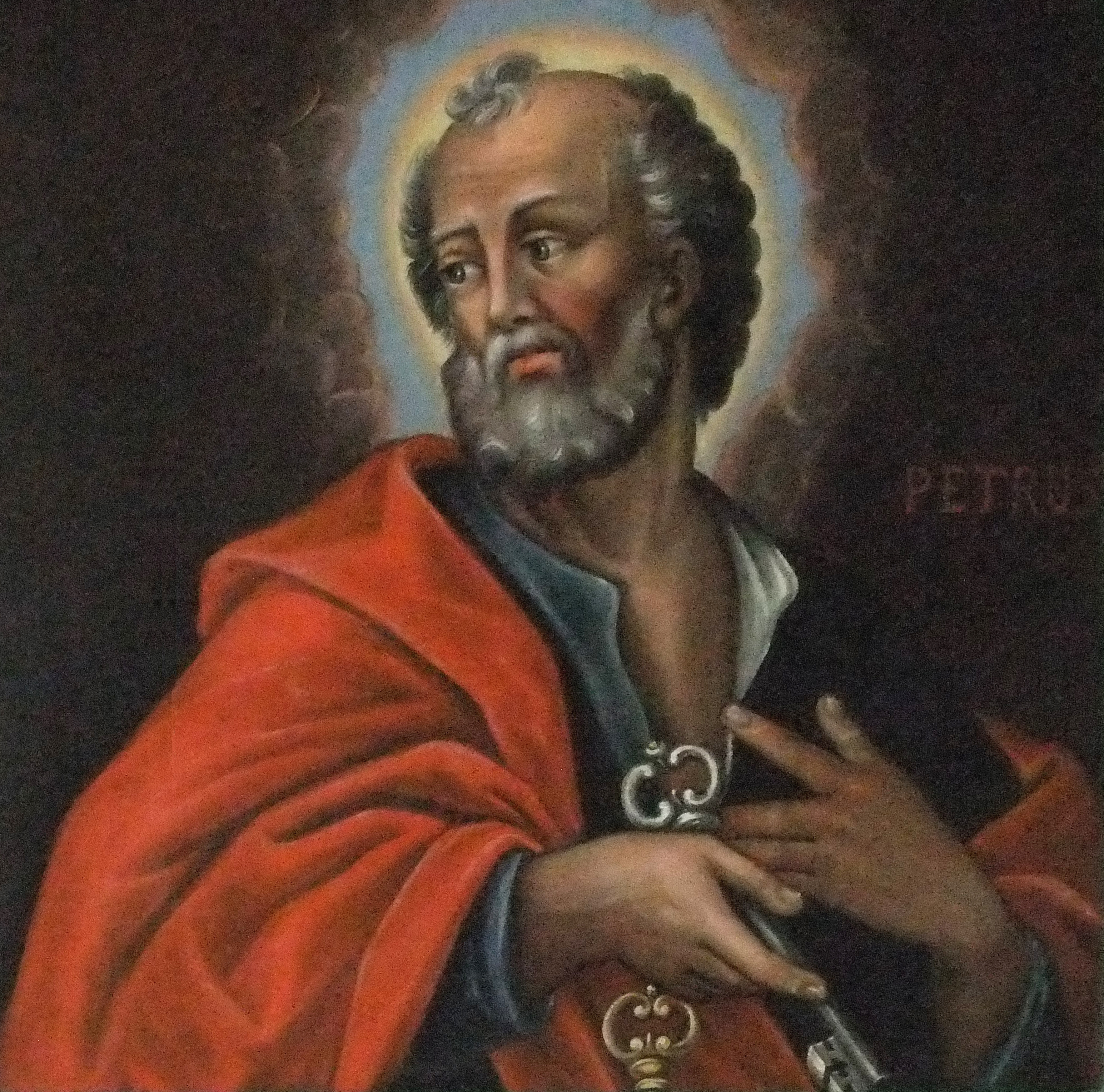
19 Petrus
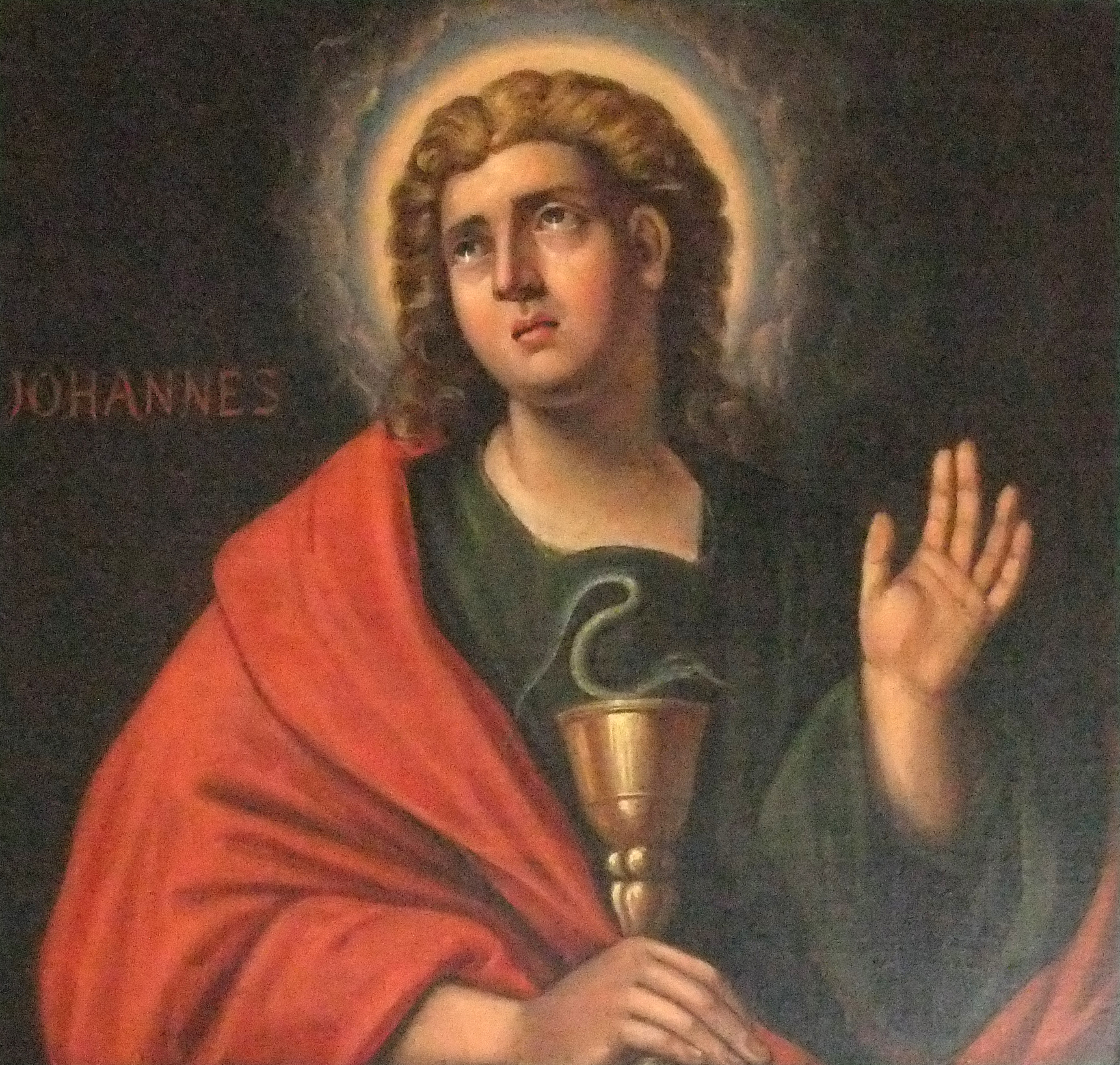
24 Johannes
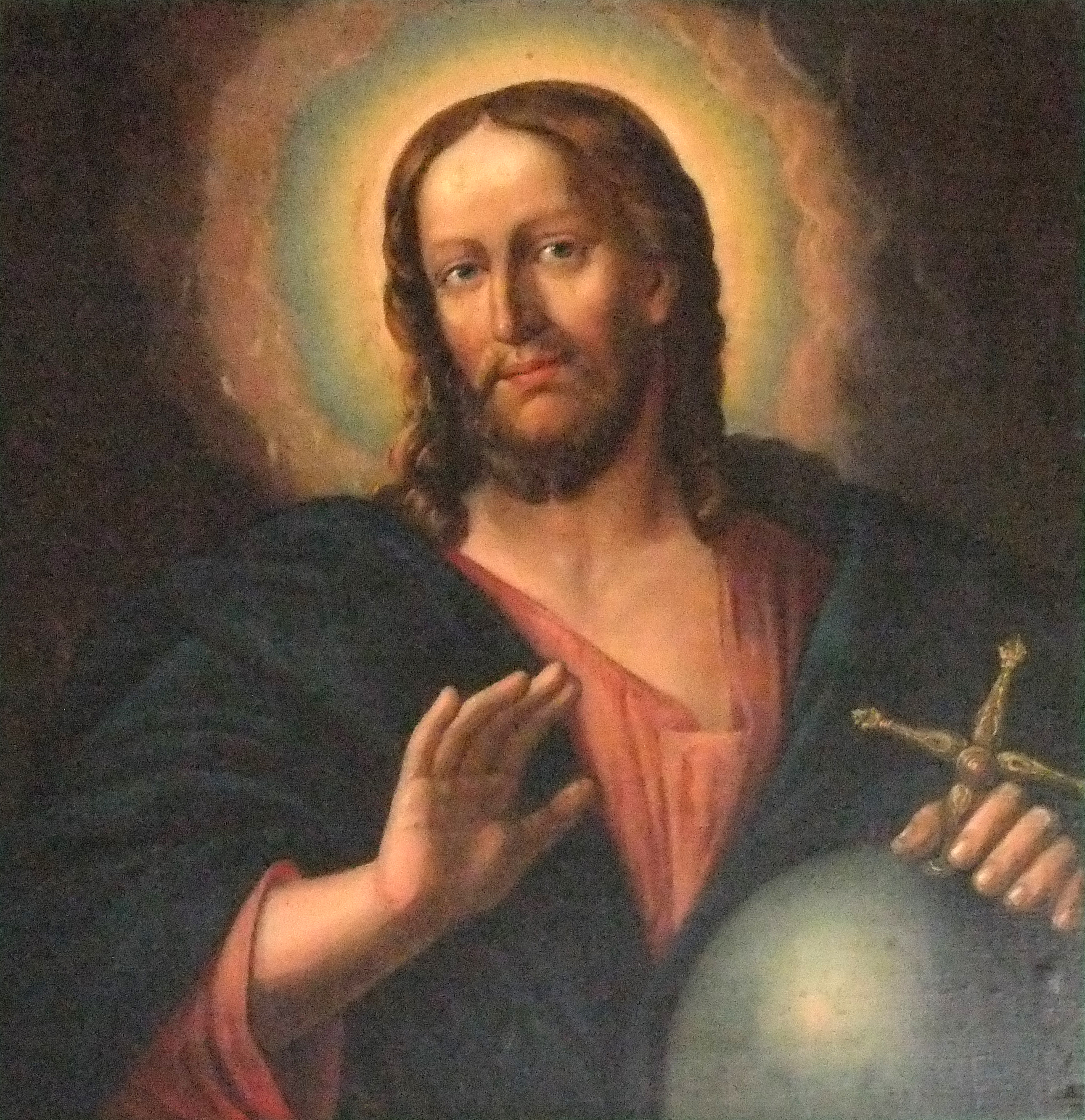
26 Jesus
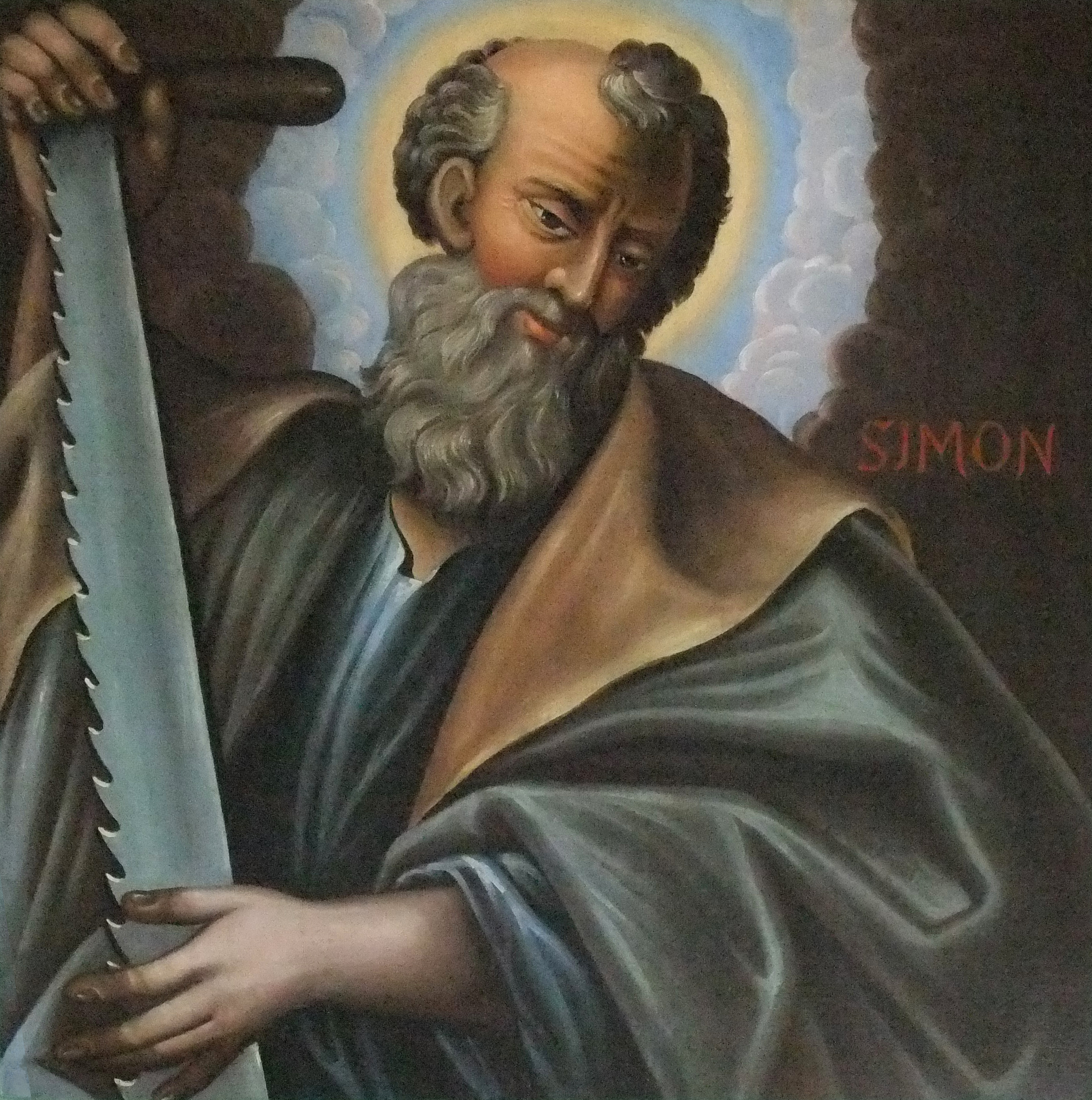
30 Simon
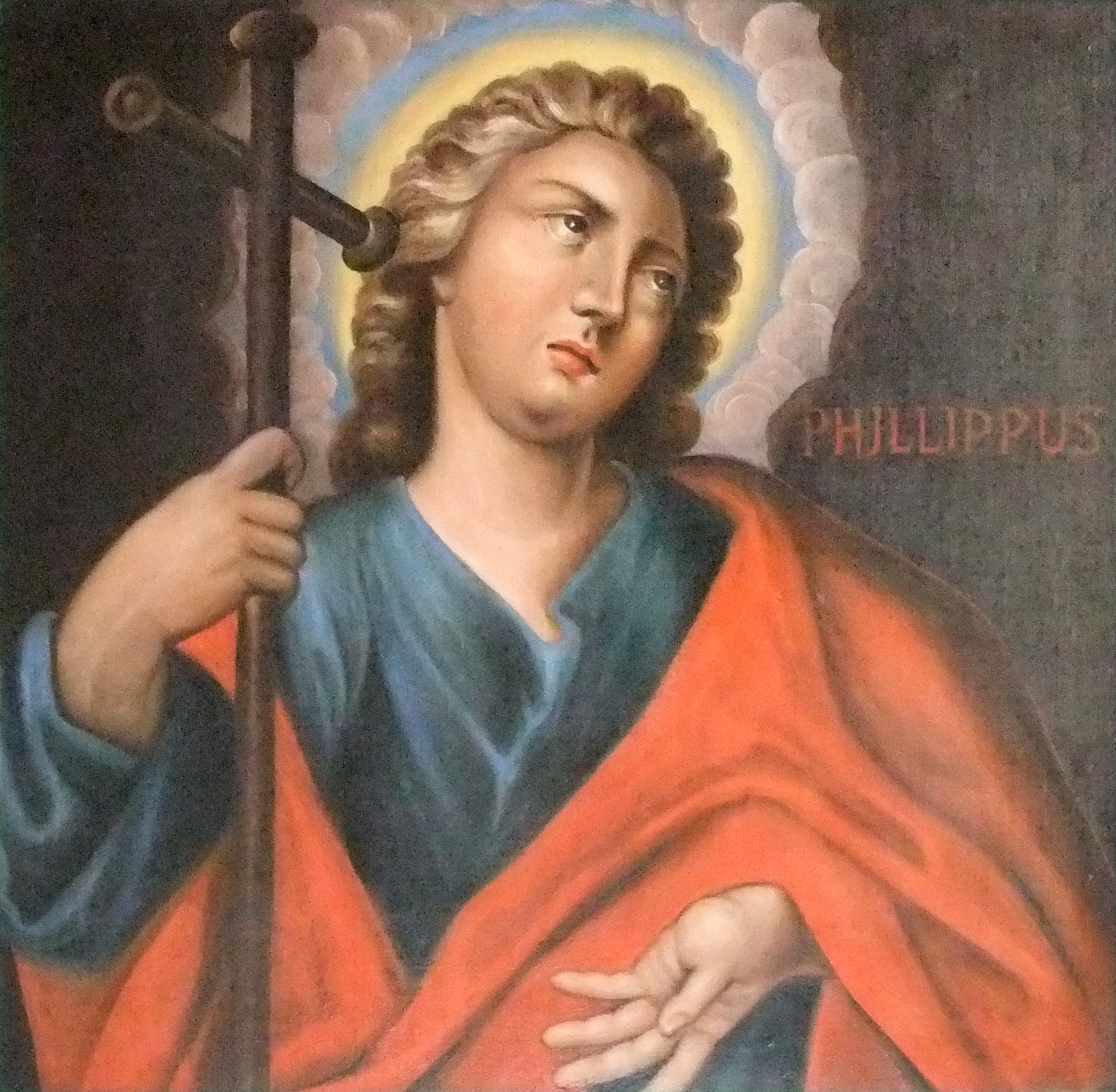
31 Philippus

1. Kreuzigung Christi
2. Auferstehung Christi
3. Moses
4. Sündenfall
5. Kain tötet Abel
6. Opferung Isaaks
7. Rettung Lots und seiner Töchter aus Sodom und Gomorra
8. Isaak segnet Jakob
9. Jakob und die Himmelsleiter
10. Kampf Jakobs mit dem Engel
11. König David spielt Harfe
12. Geburt Christi
13. Taufe Jesu durch Johannes den Täufer
14. Verklärung Jesu
15. Einsetzung des heiligen Abendmahls
16. Christi Himmelfahrt
17. Paulus
18. Martin Luther mit einer Gans
19. Petrus
20. Mathäus
21. Judas Jakobi
22. Thomas
23. Jakobus
24. Johannes
25. Jesus
26. Bartolomäus
27. Jakobus der Jüngere
28. Andreas
29. Matthias
30. Simon
31. Philippus